# Michel Levy
Michel Levy es un escultor contemporáneo francés, nacido el año 1949 en Argel (cuando Argelia era una colonia francesa). 

## Datos biográficos
Llegó a Francia en el año 1962. Dudando entre la escultura y la medicina , comenzó a asentarse como escultor, a la edad de 20 años en París. A continuación, inició a los 25 años de edad los estudios de la medicina (Hospital Henri Mondor). Sus dos pasiones se reconciliaron  al ejercer durante cuatro años como arterapeuta de la Asistencia Pública (Hospital Emile Roux). A continuación, decidió dedicarse a la escultura.
Su trabajo ha sido presentado en numerosas galerías internacionales. También recibió premios como la Medalla de la Ciudad de París, la Medalla al Mérito por el organismo europeo del trabajo y fue nombrado Caballero de las Artes y las Letras (2004).

## Esculturas
Michael Levy es un escultor simbolista. Sus obras se caracterizan por la inspiración clásica y la extrema modernidad en el tratamiento de los materiales. Juega con el contraste entre las masas suaves y brillantes y los espacios en bruto, facetados como las piezas de joyería.
A través de sus creaciones, Michel Levy, aborda muchas temáticas, incluyendo las estaciones, la dualidad, el Antiguo Testamento, los niños, enanos, los pollos.
Su obra está representada en galerías y en muchas ciudades, incluyendo Sarrebourg en 2010, con esculturas monumentales.
Sus pinturas, también simbolistas, son en el estilo, parejas a las del aragonés Natalio Bayo.